# Среща с Джордан
„Среща с Джордан“ (на английски: Crossing Jordan) е американски сериал, създаден от Тим Кринг и излъчен по NBC в шест сезона, от 24 септември 2001 г. до 16 май 2007 г.